# 金門県議会
金門県議会（きんもんけんぎかい、繁: 金門縣議會）は、中華民国福建省金門県の最高立法機関である。金馬地区（金門県・連江県）における戦地政務と戒厳状態の終了に伴って1994年（民国83年）3月に設置された。現在の議員は2022年（民国111年）11月26日の選挙で選出された第8期である。

## 沿革
金馬地区での戦地政務（軍が行政を主導する体制）が実施されていた間、地元の名士などから構成される金門県政諮詢代表会が諮問機関として設置されていた。当初は金門県政府が代表を任命する形をとっていたが、1990年（民国79年）から民選制へと変更された。
1992年（民国81年）11月7日、中央政府は金馬地区における戒厳令の解除および戦地政務の終了を宣言し、金門県政府は福建省政府の管轄下に復帰した。第1期県議会議員選挙が実施されるまでの暫定的な立法機関として、金門県政諮詢代表会を改組して金門県臨時県議会が設置された。
1993年（民国82年）11月17日、内政部が「福建省金門県連江県議会組織規程」を承認し、翌1994年（民国83年）1月29日に第1期県議会議員選挙が実施された。3月1日に議員の就任式が行われ、金門県議会が正式に発足した。

## 選挙区および現職議員の一覧
金門県議会議員は20歳以上の金門県民による直接選挙で選出され、任期は4年（多選制限なし）である。
| 選挙区    | 範囲                 | 定数 | 所属政党   | 氏名     | 備考                                                             |
| --------- | -------------------- | ---- | ---------- | -------- | ---------------------------------------------------------------- |
| 第1選挙区 | 金城鎮 金寧郷 烏坵郷 | 10   | 無所属     | 董森堡   | 再任                                                             |
| 第1選挙区 | 金城鎮 金寧郷 烏坵郷 | 10   | 中国国民党 | 許玉昭   | 再任                                                             |
| 第1選挙区 | 金城鎮 金寧郷 烏坵郷 | 10   | 無所属     | 石永城   | 再任                                                             |
| 第1選挙区 | 金城鎮 金寧郷 烏坵郷 | 10   | 無所属     | 陳泱瑚   | 新任                                                             |
| 第1選挙区 | 金城鎮 金寧郷 烏坵郷 | 10   | 民主進歩党 | 蔡其雍   | 新任                                                             |
| 第1選挙区 | 金城鎮 金寧郷 烏坵郷 | 10   | 中国国民党 | 欧陽儀雄 | 再任 副議長                                                      |
| 第1選挙区 | 金城鎮 金寧郷 烏坵郷 | 10   | 中国国民党 | 洪允典   | 再任 議長                                                        |
| 第1選挙区 | 金城鎮 金寧郷 烏坵郷 | 10   | 無所属     | 許大鴻   | 新任                                                             |
| 第1選挙区 | 金城鎮 金寧郷 烏坵郷 | 10   | 無所属     | 唐麗輝   | 再任                                                             |
| 第1選挙区 | 金城鎮 金寧郷 烏坵郷 | 10   | 無所属     | 李養生   | 再任                                                             |
| 第2選挙区 | 金湖鎮 金沙鎮        | 7    | 無所属     | 陳錦偉   | 新任                                                             |
| 第2選挙区 | 金湖鎮 金沙鎮        | 7    | 無所属     | 楊育菡   | 新任 選挙における不正行為の疑いで当選無効となり、2024年3月に解職 |
| 第2選挙区 | 金湖鎮 金沙鎮        | 7    | 無所属     | 呉佩雯   | 楊育菡の解職に伴う補欠選挙で当選                                 |
| 第2選挙区 | 金湖鎮 金沙鎮        | 7    | 中国国民党 | 蔡水游   | 再任                                                             |
| 第2選挙区 | 金湖鎮 金沙鎮        | 7    | 無所属     | 周子傑   | 再任                                                             |
| 第2選挙区 | 金湖鎮 金沙鎮        | 7    | 無所属     | 張雲量   | 新任                                                             |
| 第2選挙区 | 金湖鎮 金沙鎮        | 7    | 中国国民党 | 王国代   | 新任                                                             |
| 第2選挙区 | 金湖鎮 金沙鎮        | 7    | 中国国民党 | 王秀玉   | 再任                                                             |
| 第3選挙区 | 烈嶼郷               | 2    | 中国国民党 | 洪成発   | 再任                                                             |
| 第3選挙区 | 烈嶼郷               | 2    | 無所属     | 洪鴻斌   | 再任                                                             |

## 歴代正副議長
| 期 | 在任期間       | 在任期間       | 議長   | 議長       | 副議長   | 副議長     |
| 期 | 就任           | 退任           | 氏名   | 所属政党   | 氏名     | 所属政党   |
| -- | -------------- | -------------- | ------ | ---------- | -------- | ---------- |
| 1  | 1994年3月1日   | 1998年3月1日   | 王水彰 | 中国国民党 | 欧陽彦木 | 中国国民党 |
| 2  | 1998年3月1日   | 2002年3月1日   | 陳水木 | 中国国民党 | 許玉昭   | 中国国民党 |
| 3  | 2002年3月1日   | 2006年3月1日   | 荘良時 | 中国国民党 | 許永鎮   | 無所属     |
| 4  | 2006年3月1日   | 2010年3月1日   | 謝宜璋 | 無所属     | 許玉昭   | 中国国民党 |
| 5  | 2010年3月1日   | 2014年12月25日 | 王再生 | 中国国民党 | 許建中   | 中国国民党 |
| 6  | 2014年12月25日 | 2018年12月25日 | 洪麗萍 | 中国国民党 | 謝東竜   | 中国国民党 |
| 7  | 2018年12月25日 | 2022年12月25日 | 洪允典 | 中国国民党 | 周子傑   | 無所属     |
| 8  | 2022年12月25日 | 現職           | 洪允典 | 中国国民党 | 欧陽儀雄 | 中国国民党 |